# تیپ ۴۱ پیاده قوشچی
تیپ ۴۱ پیاده قوشچی یا تیپ ۴۱ متحرک هجومی از تیپ‌های مستقل پیاده نیروی زمینی ارتش جمهوری اسلامی ایران است، که پادگان و ستاد فرماندهی آن در شهر قوشچی، در فاصله ۳۵ کیلومتری از ارومیه واقع در جاده ارومیه به سلماس، در استان آذربایجان غربی مستقر می‌باشد. تیپ ۴۱ پیاده قوشچی در خلال جنگ ایران و عراق، از یگان‌های عمل‌کننده ارتش جمهوری اسلامی ایران بود. هم‌اکنون سرتیپ دوم محمد منوچهری فرماندهی تیپ ۴۱ قوشچی را برعهده دارد.